# Clistoabdominalis
Clistoabdominalis är ett släkte av tvåvingar. Clistoabdominalis ingår i familjen ögonflugor.

## Dottertaxa tillClistoabdominalis, i alfabetisk ordning[1]
- Clistoabdominalis ancylus
- Clistoabdominalis angelikae
- Clistoabdominalis beneficiens
- Clistoabdominalis capillifascis
- Clistoabdominalis carnatistylus
- Clistoabdominalis collessi
- Clistoabdominalis colophus
- Clistoabdominalis condylostylus
- Clistoabdominalis danielsi
- Clistoabdominalis dasymelus
- Clistoabdominalis digitatus
- Clistoabdominalis dilatatus
- Clistoabdominalis doczkali
- Clistoabdominalis electus
- Clistoabdominalis eutrichodes
- Clistoabdominalis exallus
- Clistoabdominalis gaban
- Clistoabdominalis gremialis
- Clistoabdominalis helluo
- Clistoabdominalis imitator
- Clistoabdominalis koebelei
- Clistoabdominalis lambkinae
- Clistoabdominalis lingulatus
- Clistoabdominalis lomholdti
- Clistoabdominalis macropygus
- Clistoabdominalis mathiesoni
- Clistoabdominalis monas
- Clistoabdominalis nitidifrons
- Clistoabdominalis nutatus
- Clistoabdominalis octiparvus
- Clistoabdominalis reipublicae
- Clistoabdominalis roralis
- Clistoabdominalis ruralis
- Clistoabdominalis scalenus
- Clistoabdominalis scintillatus
- Clistoabdominalis sinaiensis
- Clistoabdominalis spinitibialis
- Clistoabdominalis subruralis
- Clistoabdominalis tasmanicus
- Clistoabdominalis tharra
- Clistoabdominalis trochanteratus
- Clistoabdominalis tumidus
- Clistoabdominalis uniformis
- Clistoabdominalis uzbekistanus
- Clistoabdominalis yeatesi